# 池谷公二郎
池谷 公二郎（いけがや こうじろう、1952年6月28日 - ）は、静岡県静岡市葵区出身の元プロ野球選手（投手）、野球指導者、野球解説者。

## 来歴・人物
静岡市立末広中学校時代から投手。静岡商高では、1年次の1968年は同学年の新浦壽夫（池谷より1歳年上だが、同校の定時制から全日制へ編入）の存在もあり控え投手。新浦が1年で中途退学し読売ジャイアンツに入団したため、1969年にはエースとして期待されたが伸び悩み、1年先輩である松島英雄（のち大洋ホエールズ）の控えにとどまる。3年次の1970年にはエースとなり、県内ではほぼ負け知らずであった。春季中部大会は決勝で中京高の樋江井忠臣（のち三協精機）に投げ勝ち優勝を飾る。しかし夏の県予選では2回戦で番狂わせの敗退。高校同期に捕手の勝亦治がいた。
高校卒業後、地元の社会人野球の企業チームである金指造船に入社すると都市対抗には日本楽器の補強選手となるが、所属チームは1年も経たず野球部が解散。特別措置で1971年のプロ野球ドラフト会議で近鉄バファローズから7位指名されたが、「指名しましたが、すぐ取る気はありません」と言われて都市対抗の補強先でもあった日本楽器に移籍。1972年の都市対抗では主にリリーフとして活躍し優勝に貢献。同年の1972年のプロ野球ドラフト会議で広島東洋カープから1位指名を受けたが、入団は翌1973年シーズン終了後にずれ込んだ。これは、同じく日本楽器のエース新美敏が東映フライヤーズ（東映は翌1973年から日拓に変更）に入団するため、主力投手が二人抜ける事態になる会社側から待ったがかかったため。1973年の都市対抗では2回戦で大昭和製紙北海道に敗退する。同年はアジア野球選手権大会日本代表、第1回インターコンチネンタルカップ日本代表に選出され、いずれも日本の優勝に貢献、両大会の最優秀投手賞を獲得する。同年のドラフト会議前に広島に入団した。
プロ1年目の1974年から一軍初登板を果たし、赤ヘル投手陣の一角として活躍。1975年のカープ初優勝時には外木場義郎の20勝に次ぐ18勝。阪急ブレーブスとの日本シリーズでは3試合に登板する。最終第6戦では先発するが、4回に中沢伸二に2点本塁打を喫するなど5失点、敗戦投手となる。翌1976年には20勝を挙げて最多勝を獲得、防御率3.26（リーグ4位）を記録し沢村賞を受賞。1979年も2度目のリーグ優勝に貢献、初のチーム日本一となった近鉄バファローズとの日本シリーズは2試合に先発。第3戦では村田辰美と投げ合い7回を2失点に抑え、球団史上初の日本シリーズ勝利投手となったが、第6戦では早々に打込まれ3回に降板、敗戦投手となった。連続日本一を記録した1980年の近鉄バファローズとの日本シリーズでも2試合に先発。第2戦では鈴木啓示と投げ合うが5回に吹石徳一に逆転3点本塁打を喫し降板、第5戦でも2回に打ち込まれ、いずれも敗戦投手となった。日本シリーズでは通算1勝にとどまるが、3度のセ・リーグ優勝と2度の日本一に貢献している。
高めのストレート勝負が多く、かつ広島市民球場をホームグラウンドとしていたことから、被本塁打も多く1977年には48被本塁打を記録し、これはプロ野球記録となっている。右腕を腰の後ろまで回し、左腕を高く掲げ、遠心力で投げるシーソーのようなフォームから「シーソー投法」あるいは「ぎっこんばったん投法」とも呼ばれた。その豪快なフォームについては、「タメと長くボールを持つことを意識しながら工夫しているうちに、こうなりました。自分では変則ではなく、羽根を広げるように、きれいに投げているつもりなんですけどね」と本人は話している。バッターとの真っ向勝負を挑み1976年、77年と二年連続奪三振王にもなった。王貞治が引退を決意した一因は池谷のストレートの伸びについていけなくなった事もあると自著に書いている。北別府学や山根和夫とともに赤ヘル投手陣のエースとして活躍したが、1982年に肩を痛めてから成績が低迷。それ以降往年の力を取り戻せず、若手の台頭などもあり1985年、古葉竹識監督の勇退とともに現役を引退。
その後日本テレビ・広島テレビ野球解説者を経て1989年に山本浩二監督の招聘でコーチとしてカープに復帰。巨人でも投手コーチを務め1998年は一軍、1999年～2001年は2軍、2004年に一軍投手コーチを務めたが、3年ぶりに復帰した2004年は投手陣の立て直しを期待されていたが、木佐貫洋・林昌範ら若手投手が伸び悩み、抑え投手も固定できなかった。当時球団ワーストのチーム防御率の4.50を記録し、同年限りで辞任。
2005年からは日本テレビ・広島テレビ・ラジオ日本解説者に復帰し、カープでは津田恒実と双璧と言われる程、人柄のいい人物として知られ、広島のローカル番組にもよく出演。
解説者を始めた初期には、結論の多くを「〜（選手名）の気持ちが勝ったから/負けたから」と帰結させる解説スタイルが批判を受け、一時期は選手の心情の説明でさえも、しばしば「気持ち」という言葉を避ける事も見られた。また、ファーム情報にも精通しており、デーゲームで2軍・ナイターで1軍の試合という「親子ゲーム」もしっかりとチェックしている。
現在は解説者の他に広島県共同募金会の会長を務め、2015年4月から9月の番組終了まで『テレビ派ランチ』木・金曜のメインMCを担当した。
次男の池谷陽輔（ようすけ）は法政大学ラグビー部でレギュラーとして活躍し、サントリーサンゴリアスに所属していた。長男は広島市内で焼鳥屋を営んでいる。

## 詳細情報

### 年度別投手成績
| 年 度      | 球 団      | 登 板 | 先 発 | 完 投 | 完 封 | 無 四 球 | 勝 利 | 敗 戦 | セ 丨 ブ | ホ 丨 ル ド | 勝 率 | 打 者 | 投 球 回 | 被 安 打 | 被 本 塁 打 | 与 四 球 | 敬 遠 | 与 死 球 | 奪 三 振 | 暴 投 | ボ 丨 ク | 失 点 | 自 責 点 | 防 御 率 | W H I P |
| ---------- | ---------- | ----- | ----- | ----- | ----- | -------- | ----- | ----- | -------- | ----------- | ----- | ----- | -------- | -------- | ----------- | -------- | ----- | -------- | -------- | ----- | -------- | ----- | -------- | -------- | ------- |
| 1974       | 広島       | 22    | 6     | 1     | 0     | 0        | 2     | 4     | 0        | --          | .333  | 200   | 46.0     | 51       | 8           | 17       | 0     | 1        | 25       | 0     | 1        | 30    | 26       | 5.09     | 1.48    |
| 1975       | 広島       | 45    | 36    | 10    | 2     | 2        | 18    | 11    | 1        | --          | .621  | 1018  | 244.0    | 242      | 22          | 62       | 6     | 5        | 131      | 1     | 0        | 103   | 90       | 3.32     | 1.25    |
| 1976       | 広島       | 51    | 36    | 18    | 3     | 4        | 20    | 15    | 3        | --          | .571  | 1202  | 290.1    | 271      | 35          | 72       | 5     | 7        | 207      | 1     | 0        | 115   | 105      | 3.26     | 1.18    |
| 1977       | 広島       | 44    | 31    | 12    | 1     | 2        | 11    | 16    | 5        | --          | .407  | 974   | 226.0    | 241      | 48          | 67       | 2     | 1        | 176      | 2     | 0        | 140   | 131      | 5.22     | 1.36    |
| 1978       | 広島       | 35    | 32    | 10    | 0     | 0        | 13    | 7     | 1        | --          | .650  | 916   | 208.1    | 212      | 27          | 93       | 2     | 4        | 132      | 0     | 0        | 108   | 98       | 4.24     | 1.46    |
| 1979       | 広島       | 32    | 29    | 7     | 2     | 0        | 12    | 8     | 0        | --          | .600  | 709   | 168.0    | 165      | 38          | 52       | 0     | 1        | 124      | 1     | 0        | 93    | 91       | 4.88     | 1.29    |
| 1980       | 広島       | 28    | 25    | 7     | 1     | 1        | 9     | 6     | 0        | --          | .600  | 706   | 169.1    | 162      | 21          | 43       | 2     | 4        | 107      | 1     | 0        | 67    | 62       | 3.30     | 1.21    |
| 1981       | 広島       | 25    | 22    | 5     | 1     | 1        | 10    | 7     | 0        | --          | .588  | 574   | 130.2    | 156      | 18          | 34       | 2     | 1        | 98       | 0     | 0        | 73    | 67       | 4.60     | 1.45    |
| 1982       | 広島       | 17    | 12    | 0     | 0     | 0        | 1     | 6     | 0        | --          | .143  | 272   | 60.2     | 71       | 7           | 19       | 2     | 2        | 27       | 0     | 0        | 39    | 34       | 5.02     | 1.48    |
| 1983       | 広島       | 14    | 9     | 2     | 0     | 0        | 6     | 2     | 0        | --          | .750  | 257   | 60.1     | 70       | 11          | 14       | 2     | 1        | 23       | 1     | 0        | 29    | 28       | 4.18     | 1.39    |
| 1984       | 広島       | 4     | 2     | 0     | 0     | 0        | 1     | 2     | 0        | --          | .333  | 29    | 5.2      | 8        | 1           | 6        | 0     | 0        | 2        | 0     | 0        | 5     | 4        | 6.35     | 2.47    |
| 1985       | 広島       | 8     | 1     | 0     | 0     | 0        | 0     | 0     | 0        | --          | ----  | 57    | 13.0     | 14       | 2           | 6        | 1     | 0        | 4        | 0     | 0        | 8     | 8        | 5.54     | 1.54    |
| 通算：12年 | 通算：12年 | 325   | 241   | 72    | 10    | 10       | 103   | 84    | 10       | --          | .551  | 6914  | 1622.1   | 1663     | 238         | 485      | 24    | 27       | 1056     | 7     | 1        | 810   | 744      | 4.13     | 1.32    |

- 各年度の太字はリーグ最高、赤太字はNPB歴代最高

### タイトル
- 最多勝利：1回 （1976年）
- 最多奪三振：2回 （1976年、1977年） ※当時連盟表彰なし、セントラル・リーグでは、1991年より表彰

### 表彰
- 沢村栄治賞：1回 （1976年）
- ベストナイン：1回 （1976年）
- 最優秀投手：1回 （1976年）
- 月間MVP：1回 （1976年7月）

### 記録
- オールスターゲーム出場：2回 （1975年 - 1976年）

初記録
- 初登板：1974年6月29日、対大洋ホエールズ10回戦（広島市民球場）、8回表に3番手で救援登板、1回無失点
- 初奪三振：同上、8回表に伊藤勲から
- 初勝利：1974年7月26日、対中日ドラゴンズ15回戦（広島市民球場）、9回表に2番手で救援登板・完了、1回無失点
- 初先発：1974年8月1日、対阪神タイガース18回戦（阪神甲子園球場）、9回1失点
- 初完投勝利：1974年9月15日、対読売ジャイアンツ26回戦（広島市民球場）、9回1失点
- 初セーブ： 1975年6月29日、対中日ドラゴンズ13回戦（中日スタヂアム）、7回裏1死に2番手で救援登板・完了、2回2/3を無失点
- 初完封勝利：1975年9月9日、対中日ドラゴンズ24回戦（広島市民球場）

節目の記録
- 1000奪三振：1981年10月12日、対ヤクルトスワローズ25回戦（明治神宮野球場）、7回裏に渡辺進から　※史上63人目
- 100勝：1983年8月21日、対ヤクルトスワローズ20回戦（明治神宮野球場）、先発登板で6回3失点　※史上84人目

### 背番号
- 11 （1974年 - 1985年）
- 81 （1989年 - 1992年、2004年）
- 74 （1998年 - 2001年）

## 関連情報

### 出演番組
- 次の瞬間、熱くなれ。THE BASEBALL（主に広島東洋カープに絡む試合を中心として、広島テレビ放送と日本テレビ放送網の中継に出演）
- ラジオ日本ジャイアンツナイター
- ズームイン!!SUPER（広島ローカルパート）
- ズームイン!!朝!（広島ローカルパート）
- 進め!スポーツ元気丸
- テレビ派（月曜コメンテーターとして出演）
- テレビ派ランチ（木・金曜日メインMC 2015年4月2日 - 9月25日)
- ETV特集 (NHK Eテレ、2023年2月4日） 命の砦〜集中治療室 密着40日の記録〜（集中治療室で治療を受ける患者として）

## エピソード
- 後楽園球場の対巨人戦で、ショート高橋慶彦のバックホームが池谷の尻に命中した珍プレーが有名である[5][6]。